# Blue Hole (mer Rouge)
Pour les articles homonymes, voir Blue Hole et Trou bleu.

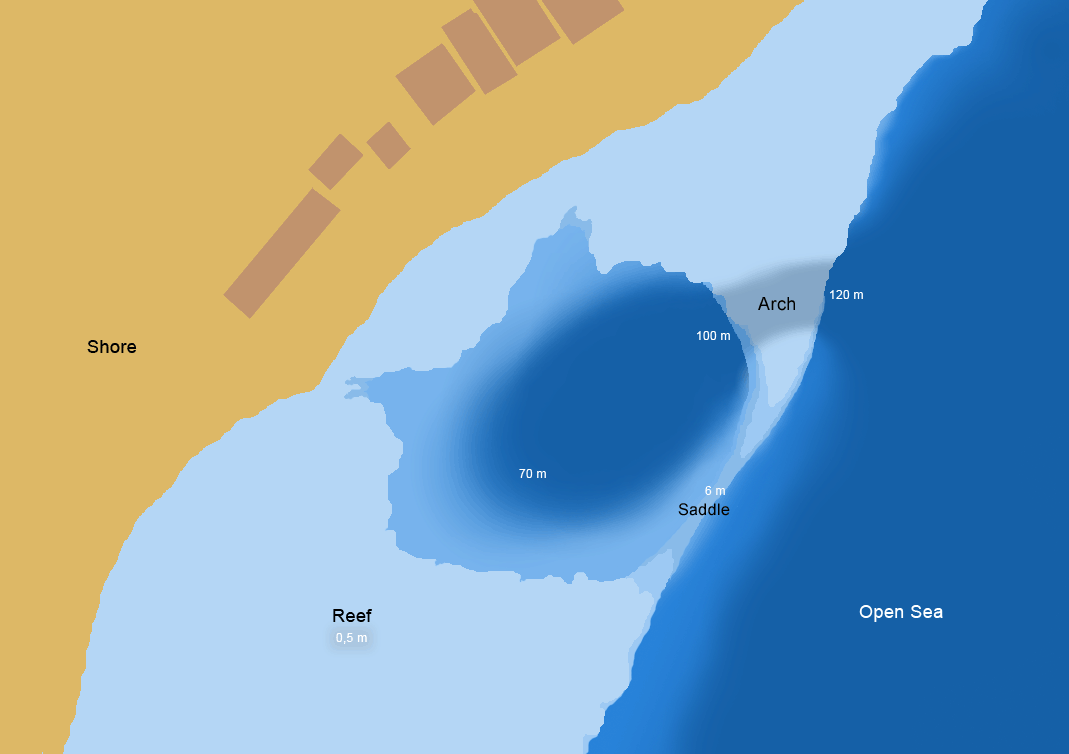
Carte du Blue Hole.

Le Blue Hole de la mer Rouge est un trou bleu d’environ 100 mètres de profondeur. Il est situé en Égypte, à l’est du Sinaï à 8 km au nord de Dahab. Il est également parfois surnommé en français « la cathédrale sous la mer » pour sa beauté, ou « le cimetière des plongeurs » en raison de sa dangerosité.
C’est un site de plongée sous-marine, composé d'une ouverture peu profonde vers la mer à environ 6 mètres sous l'eau (appelée « la selle »), et d'un tunnel la prolongeant de 26 mètres de long (appelée « l'arche »). Le haut de l'arche est situé à environ 55 mètres de profondeur, et le sol (du côté du large) est à environ 120 mètres de profondeur. Du côté du large, le sol descend par paliers à plus de 1 000 mètres de profondeur. Dans le trou, et dans ses environs, on trouve beaucoup de coraux et de poissons de récif.
C'est un site populaire pour la plongée en apnée en raison de l'arche directement accessible depuis la côte, et de l'absence de courant. Le site est également réputé pour être dangereux : selon les estimations, entre 130 et 200 plongeurs seraient décédés en s’y aventurant,. Les raisons qui en font un des sites les plus dangereux de la planète ne sont pas encore toutes connues, avec bon nombre d'explications différentes pouvant justifier un tel taux d'accident. Sur la falaise qui y fait face, des plaques funéraires y sont posées en mémoire des personnes mortes.

## Histoire
Les Bédouins ont historiquement évité le Blue Hole. Une légende bédouine locale raconte que le Blue Hole est hanté par le fantôme d'une jeune fille qui s'est noyée volontairement à cet endroit pour échapper à un mariage arrangé. 
Lors de la guerre des Six Jours de 1967, la Péninsule de Sinaï fut occupée par Israël. Pendant l'occupation, le Blue Hole développa une réputation internationale importante en tant que lieu de plongée. En 1968, un groupe de plongeurs Israéliens dirigé par Alex Shell fut le premier à plonger dans le trou bleu à la bouteille. C'est lors de cette exploration que l'arche fut découverte[réf. nécessaire].
Depuis 1982, le Blue Hole est devenu un lieu très fréquenté par les plongeurs amateurs, pratiquement tous les jours de l'année. Les centres locaux de plongée emploient des plongeurs qualifiés pour plonger à 30 mètres, et emmènent les plongeurs amateurs à « l'entrée des cloches » (The Bells entry), située plusieurs dizaines de mètres plus loin le long de la plage du Blue Hole. À 26 mètres au fond de l'entrée des cloches, on trouve une petite arche, qui ne doit pas être confondue avec l'arche du Blue Hole. Le parcours se termine en traversant la selle, à 7 mètres de profondeur. Les plongeurs amateurs ne voient pas l'arche du Blue Hole lors de cette plongée des cloches.

## Accidents

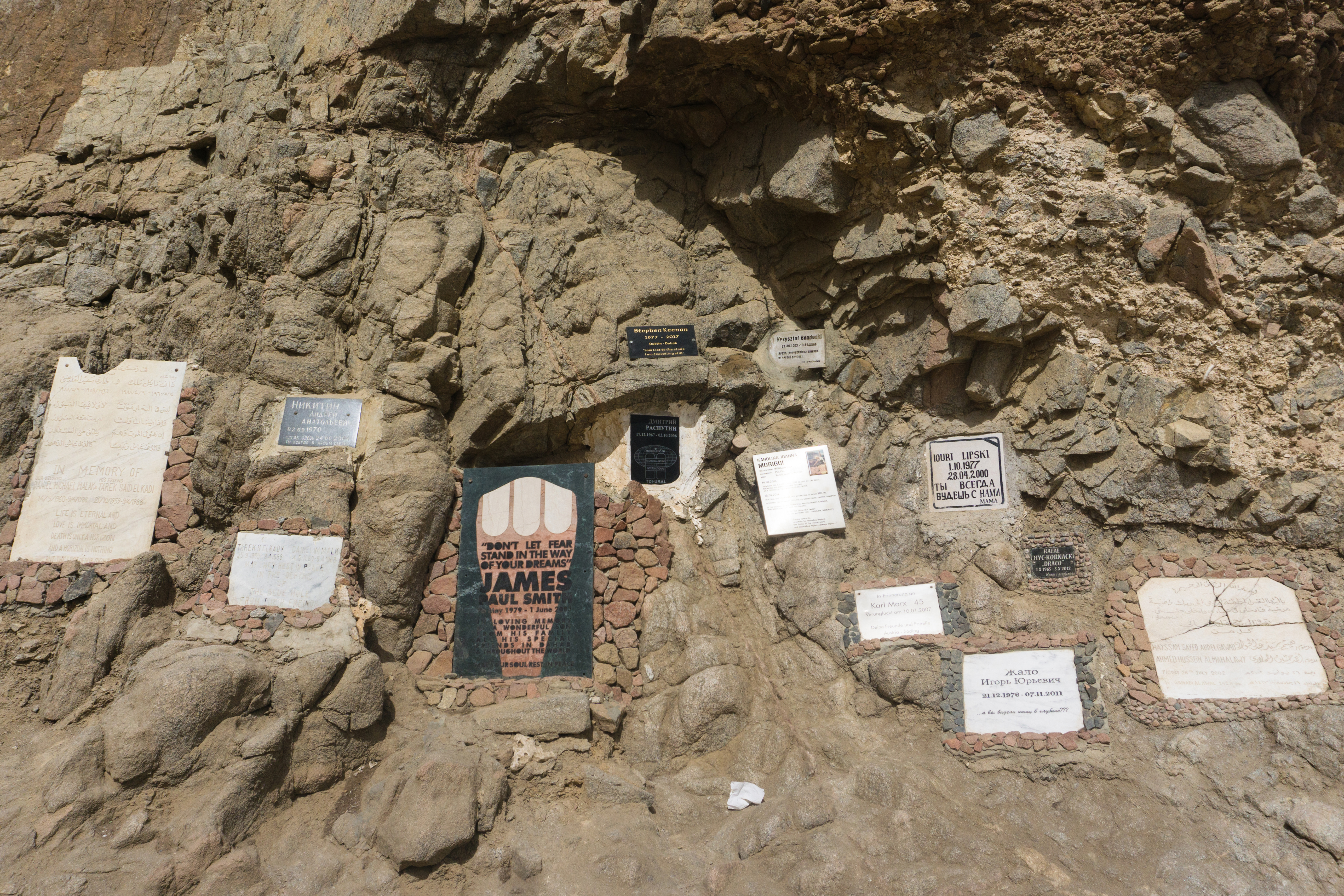
Le mémorial du site de Blue Hole.

Le Blue Hole en lui-même n'est pas plus dangereux que n'importe quel autre lieu de plongée de la Mer Rouge, bien que plonger sous l'arche, un tunnel submergé à l'intérieur du Blue hole, soit une plongée extrême qui a entraîné de nombreux accidents et décès. Le nombre exact de décès n'est pas connu ; une source estime à 130 le nombre de plongeurs décédés entre 1997 et 2012, soit 8 décès par an en moyenne, alors qu'une autre en recense au moins 200,. Ce chiffre inclut les accidents survenus en snorkeling, qui ne semblent pas en lien avec la technicité du lieu et de l'arche. 
La majorité des accidents mortels concerne des plongeurs expérimentés, incluant des plongeurs techniques entraînés ainsi que des instructeurs de plongée. La chambre égyptienne des sports sous-marins et de la plongée (« Egyptian Chamber for Diving & Watersports », CDWS en anglais) a placé un poste de police auprès du Blue Hole pour vérifier que les plongeurs plongent avec un guide certifié qui s'assurera que les procédures de sécurité sont respectées.
Le sol de l'arche est à 55 mètres de profondeur, ce qui requiert un équipement adapté ainsi qu'un entraînement particulier, 40 mètres étant généralement considéré comme la limite pour la plongée amateure. L'arche présente une petite difficulté pour les plongeurs expérimentés. Le problème principal est la gestion du gaz, car toute persistance ou erreur à cette profondeur, plus le temps de décompresser la section horizontale, signifiera que le plongeur aura besoin de plus d'un seul réservoir de gaz pour faire cette procédure en sécurité. Si le gaz n'est pas soigneusement planifié, le plongeur peut manquer d'air, notamment pour les paliers de décompression.
Les principales raisons invoquées pour le taux d'accident sont :
- La notoriété du site, qui attire beaucoup de plongeurs de tous bords, et qui présente un défi attirant des plongeurs non suffisamment expérimentés.
- L'accessibilité du site et la clarté de l'eau chaude de la Mer Rouge rendent le site plus bénin qu'il n'est en réalité. Au delà de 55 mètres, et avec des bouteilles, la plongée requiert des certifications techniques avancées (au moins la certification PADI TEC TRIMIX 65 ou équivalent).
- L'entrée de l'arche n'est pas facile a trouver en raison du décalage entre le Blue Hole et la mer. Les plongeurs qui ratent l'entrée pourraient continuer à descendre en dessous de celle-ci, suivant le sol qui continue à descendre au delà de 100 mètres de profondeur, sans fournir d'indication visuelle de profondeur.
- Le temps passé à traverser l'arche est probablement souvent sous-estimé. Le tunnel apparaît plus court qu'en réalité, notamment à cause de la clarté de l'eau, du fait qu'on aperçoive la lumière de l'autre bout du tunnel, et le manque de points de référence. Les plongeurs rapportent que le tunnel semble mesurer 10 mètres de long, bien qu'il ait été mesuré à près de 26 mètres. De plus, un courant fréquent venant de la mer, allant vers l'intérieur de l'arche et du Blue Hole, augmente le temps de traversée de l'arche, et la consommation de gaz.
- La profondeur, ainsi que le temps passé à chercher l'entrée du tunnel et à le traverser rendent les paliers de décompressions plus longs en ascension, pour éviter les accidents de décompression (ADD). Également, le taux de gaz consommé lors de la plongée augmente avec la pression sous-marine, ce qui cause des manques d'oxygène lors de la traversée, ou lors des ascensions.
- La probabilité de narcose à l'azote est importante à cette profondeur, provoquant une confusion menant à un mauvais jugement dans une situation déjà exigeante. Bien que les effets de la narcose à l'azote puissent être enrayés en utilisant de l'héliox, l'arche n'est pas assez profonde pour justifier son utilisation. En revanche l'utilisation de TRIMIX, conseillé à partir de 50 m, se justifie pleinement.
- La tentation de ne plonger qu'avec une seule bouteille. Théoriquement, l'arche peut être explorée grâce à une seule bouteille de 11,1 litres (S80), et l'a souvent été, mais ce seuil est dangereusement proche des seuils minimums et conviendrait éventuellement pour un plongeur calme, avec un taux de consommation de gaz faible, ne commettant aucune erreur ou hésitation pendant l'exercice. Souvent, plonger sous l'arche sans bouteille de décompression ni de planification rigoureuse du gaz a entraîné la noyade ou l'ADD.

### Yuri Lipski
Un décès notable fut celui de Yuri Lipski, un instructeur de plongée russo-israëlien de 22 ans, survenu le 28 avril 2000 à une profondeur de 115 mètres, après une descente non contrôlée,. Yuri embarque une caméra vidéo lors de l'accident, qui a filmé sa mort. Ces images en ont fait le décès le plus connu du site, et un des accidents de plongée les plus connus dans le monde. La vidéo montre Yuri dans une descente involontaire et incontrôlée, apparemment jusqu’au fond à 115 mètres, où il panique, retire son détendeur et essaie de remplir son gilet compensateur mais celui-ci ne parvient pas à remonter. À 115 mètres, il aurait été sujet à de sévères narcoses à l'azote, qui auraient pu altérer son jugement, induire des hallucinations et causer panique et confusion. Lipski avait une bouteille, apparemment d'air.
Le corps de Lipski fut retrouvé le jour suivant par Tarek Omar, un des plus grands plongeurs en eaux profondes du monde, sur requête de la mère de Lipski,,. Plus tôt, Omar avait prévenu Lipski deux fois de ne pas tenter la plongée. Au fond, Omar trouva la caméra de Lipski, intacte. La vidéo qu'elle contenait est disponible sur YouTube, titrée « Fatal Diving Accident Caught On Tape ».